# Puerto Serrano (kommun)
Puerto Serrano är en kommun i Spanien.   Den ligger i provinsen Provincia de Cádiz och regionen Andalusien, i den södra delen av landet, 400 km söder om huvudstaden Madrid. Antalet invånare är 7 196.